# Charl van Rensburg
Pour les articles homonymes, voir Rensburg.
Pas d'image ? Cliquez ici

a Compétitions nationales et continentales officielles uniquement.

Dernière mise à jour le 5 août 2019.
Charl van Rensburg, né le 4 septembre 1973, est un joueur de rugby à XV sud-africain qui a joué dans le Super 12 et qui a évolué avec le CA Brive Corrèze au poste de deuxième ligne (1,97 m pour 108 kg). Il devient directeur des ressources humaines du club corrézien en 2008, mais continue à jouer en Fédérale 3, Fédérale 2 puis Fédérale 1 avec le Sporting club tulliste Corrèze.

## Carrière

### Province (Currie Cup)
- 1996-98 : Free State Cheetahs
- 1999-2005 : Natal Sharks

### Franchise (Super 12)
- 1997 : Central Cheetahs
- 1998 : Cats
- 1999-2005: Sharks

### Club
- 2005-2008 : CA Brive
- 2008-2014 : SC Tulle

Il a joué au total 84 matchs de Super 12 dont 9 en 2005 et 10 en 2004, avec les Cheetahs, les Cats puis les Sharks.

## Palmarès
- 84 matchs de Super 12